# ГАЕС Ронкавалгранде
ГАЕС Ронкавалгранде (італ. Centrale idroelettrica di Roncovalgrande) — гідроелектростанція на півночі Італії. Розташована в межах гірського хребта Лугано Передальпи, на східному березі озера Маджоре (середня течія Тічино, яка є лівою притокою По та через останню належить до басейну Адріатичного моря).
На початку 1910-х років на північному заході Лугано Передальпи спорудили гідровузол із двох електростанцій ГЕС Макканьо (італ. Centrale di Maccagno), який живився від водосховища Деліо об'ємом 5 млн м3, створеного на основі природної водойми. Наприкінці 1960-х, на тлі зростання потреб у балансуючих потужностях, вирішили використати цю водойму для потужної гідроакумулюючої станції. Верхню станцію Макканьо вивели з експлуатації, а об'єм озера Деліо збільшили до 10 млн м3. Для цього наростили наявну гравітаційну греблю (тепер вона має висоту 36 метрів та довжину 158 метрів) та доповнили її другою з висотою 28 метрів та довжиною 415 метрів. Це дало змогу запасати еквівалент 17 млн кВт·год електроенергії, заповнюючи утворену водойму з озера Маджоре.
Від Деліо вода подається по тунелю довжиною 0,6 км та діаметром 6,2 метра, який після верхнього балансуючого резервуару переходить у два водогони довжиною по 1,1 км та діаметром від 4,3 до 3,6 метра. Вони подають ресурс до підземного машинного залу розміром 196х18 метрів та висотою 59 метрів. У залі встановлено вісім гідроагрегатів у складі турбіни типу Пелтон, мотор-генератора та насоса. Загальна потужність ГАЕС у турбінному режимі становить 1040 МВт, в насосному — 784 МВт. З нижнім резервуаром гідроагрегати сполучені через два тунелі довжиною по 180 метрів. Станція працює з напором 736 метрів та виробляє майже 1 млрд кВт·год електроенергії на рік.
Зв'язок з енергосистемою відбувається по ЛЕП, що працює під напругою 380 кВ.
Існували також плани зведення ще однієї черги, яка б довела потужність станції до 2 ГВт, проте станом на середину 2010-х років вони залишались нереалізованими.